# DDX21
La helicasa 2 de ARN nucleolar (DDX21) es una enzima codificada en humanos por el gen ddx21.
Las proteínas DEAD box, caracterizadas por conservar el motivo Asp-Glu-Ala-Asp (DEAD), son posibles ARN helicasas. Están implicadas en diversos procesos celulares relacionados con la alteración de la estructura secundaria del ARN, como puede ser el inicio de la traducción, el splicing alternativo nuclear y mitocondrial, y en el ensamblaje del ribosoma y del espliceosoma. Basándose en su perfiles de distribución, algunos miembros de esta familia se piensa que están implicados en embriogénesis, espermatogénesis, proliferación celular y división celular. La proteína DDX21 es un antígeno reconocido por anticuerpos autoinmunes en pacientes con la enfermedad estomacal de la sandía. Esta proteína desenrolla la doble hebra de ARN, pliega una hebra sencilla y juega un importante papel en la biogénesis del ARN ribosomal, la edición del ARN, su transporte y en la transcripción.

## Interacciones
La proteína DDX21 ha demostrado ser capaz de interaccionar con:
- c-Jun[3]